# Džore Držić
Džore Držić, född 6 februari 1461 i Dubrovnik, död där 26 september 1501, var en kroatisk poet. 
Držić betraktas jämte den något äldre skaldebrodern Šiško Menčetić såsom en av grundläggarna av den ragusanska kärlekslyriken i provensalsk anda. Hans Pjesni razlike (Blandade dikter) utgavs av Sydslaviska akademien i Zagreb 1870 under redaktion av Vatroslav Jagić ("Stari pisci hrvatski", andra bandet).